# Cobeña
Cobeña er en by og kommune i det centrale Spanien i Madrid-regionen. Den har et indbyggertal på 7.759 (2024) indbyggere.